# Crematogaster capensis
Crematogaster capensis är en myrart som beskrevs av Mayr 1862. Crematogaster capensis ingår i släktet Crematogaster och familjen myror.

## Underarter
Arten delas in i följande underarter:
- C. c. calens
- C. c. capensis
- C. c. tropicorum